# Keangnam Hanoi Landmark Tower
Keangnam Hanoi Landmark Tower is een wolkenkrabber in Từ Liêm, een van de districten in Hanoi, Vietnam. Het hoogste gebouw van het gebouwencomplex (genaamd Landmark 72) was met 345 meter (inclusief antenne) tot de opening van Landmark 81 in 2018 het hoogste gebouw van heel Vietnam en Indochina. De hoogte van de twee andere torens van het complex is 212 meter hoog. Het complex is onder andere ontworpen door Hellmuth, Obata and Kassabaum die onder andere de Dubai Marina, de Tuntex Sky Tower (Kaohsiung) en de Flame Towers (Bakoe) hebben ontworpen. De eigenaar is de Zuid-Koreaanse multinational Keangnam. De wolkenkrabber heeft een multifunctionele waarde, waaronder als kantoorgebouw voor grote bedrijven (bijvoorbeeld Agribank), hotel (InterContinental Hanoi Landmark), fitnesscentrum & spa, warenhuis (Parkson Department Store), bioscoop (Lotte Cinema) en woontoren.

## Fotogalerij

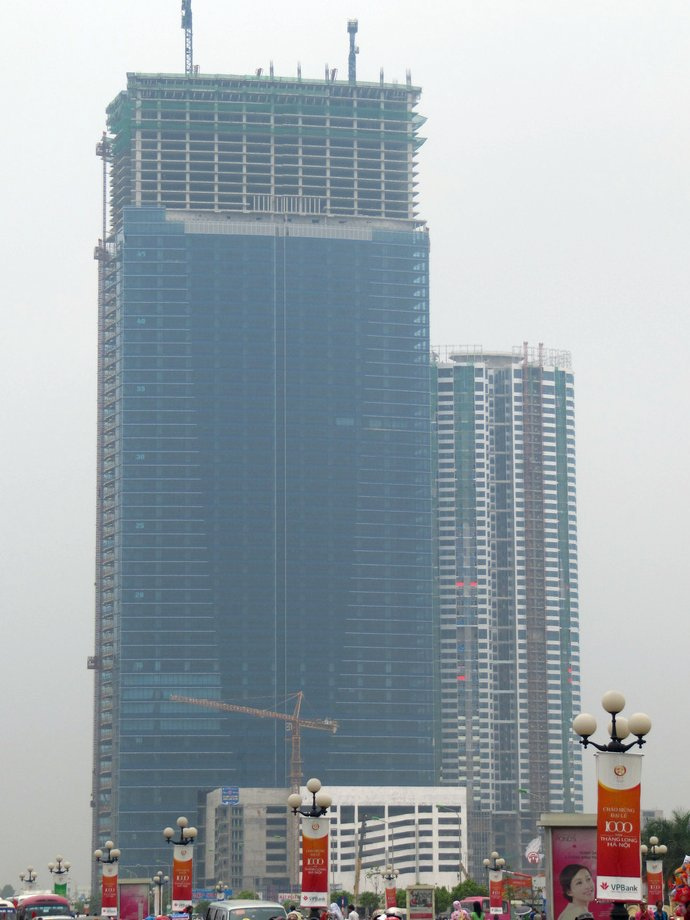
Onder constructie in oktober 2010
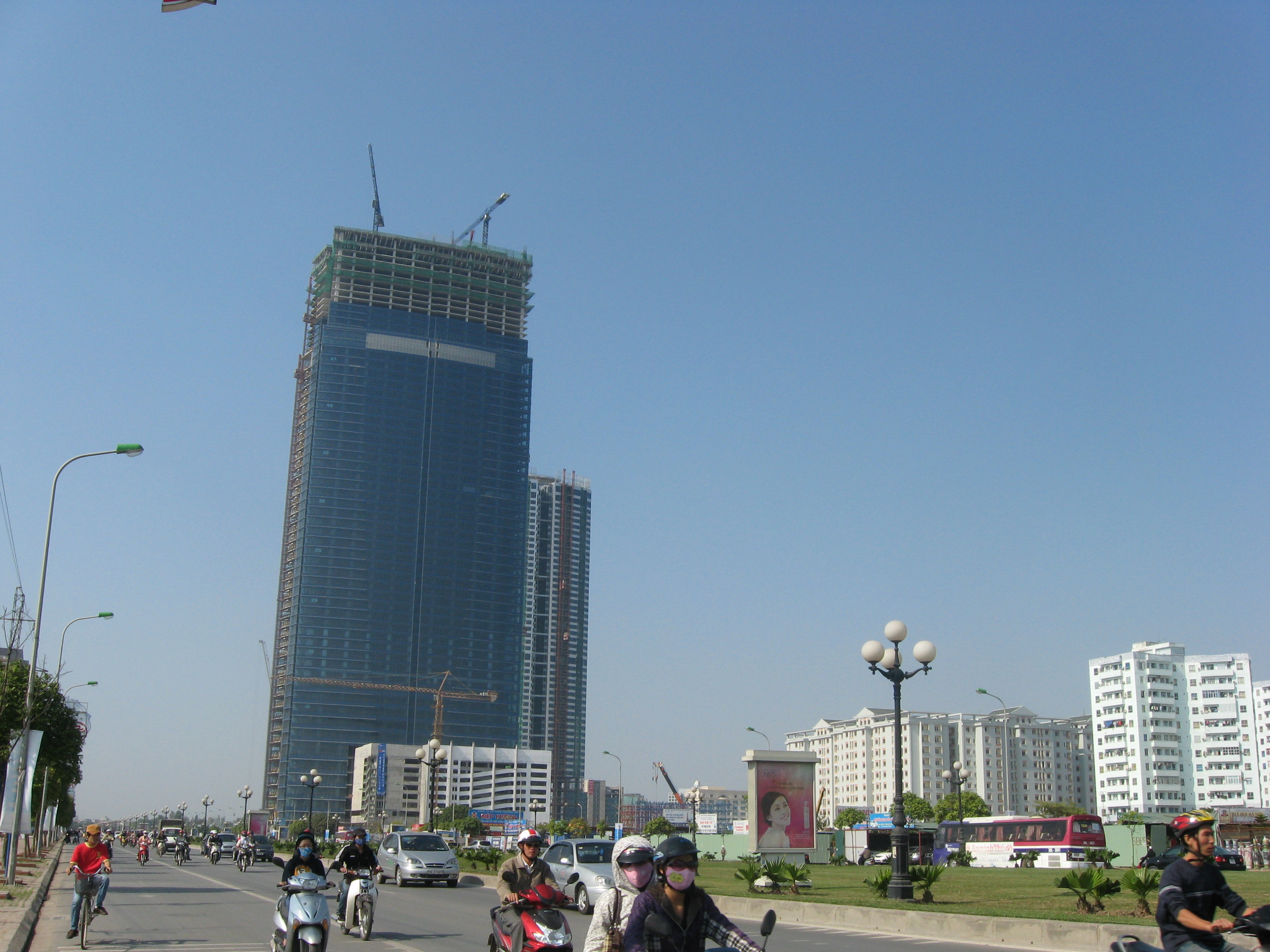
Op 30 oktober 2010
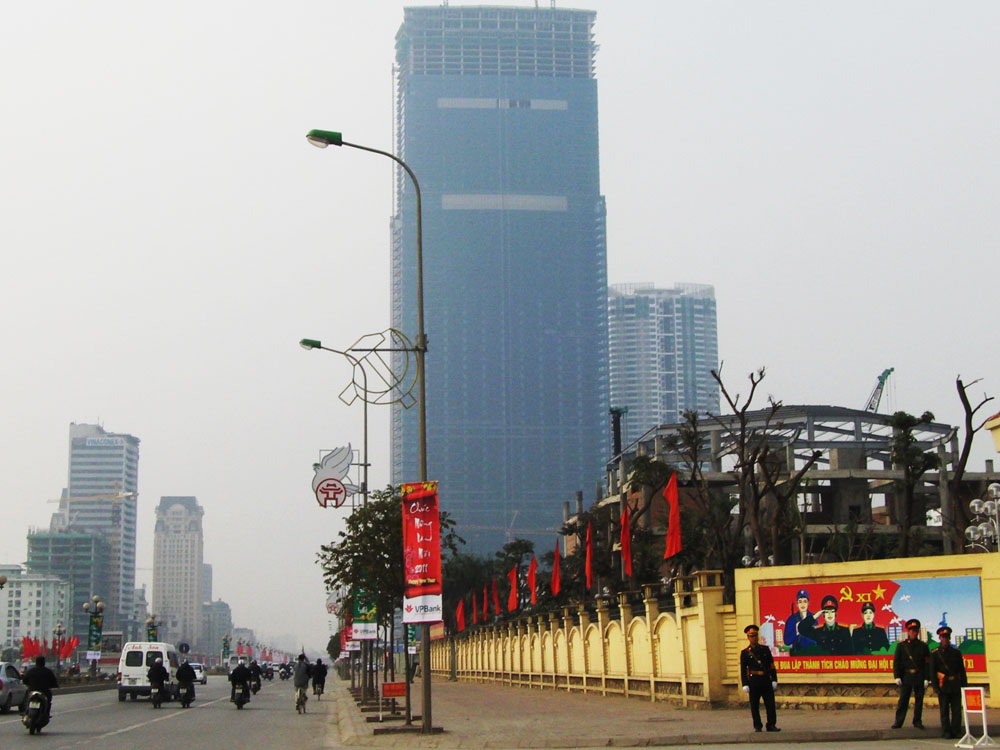
Op 1 februari 2011
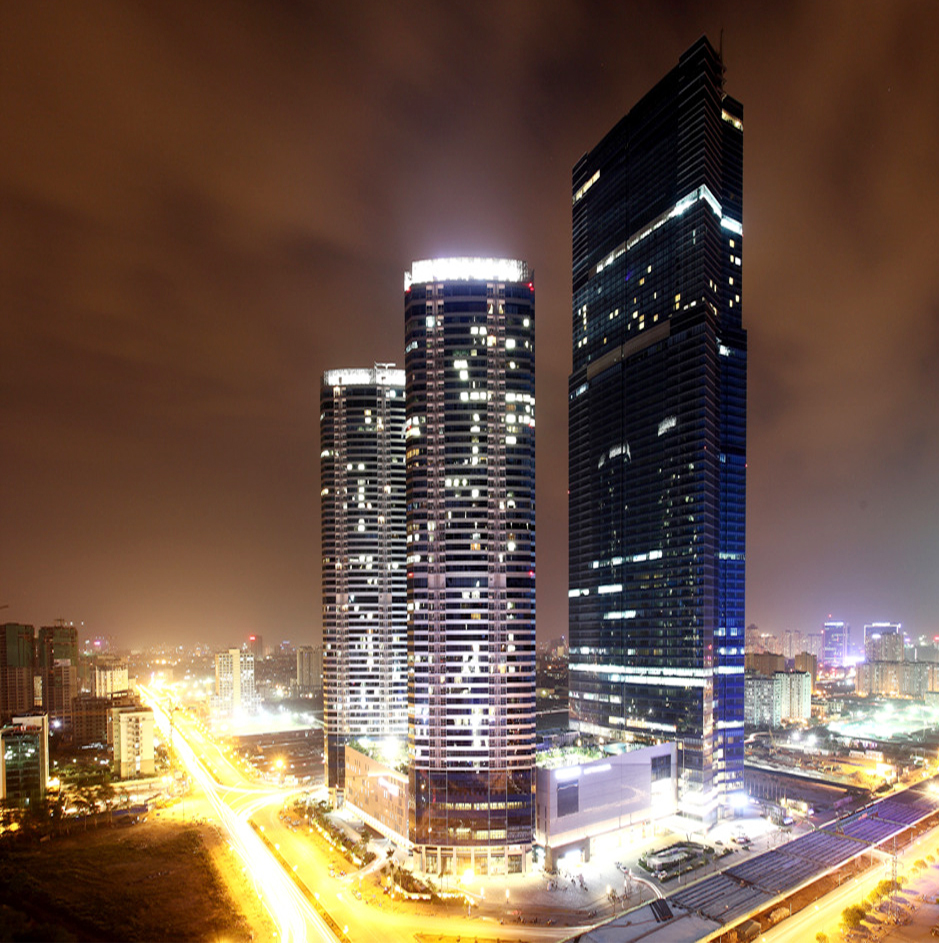
Op 17 mei 2012
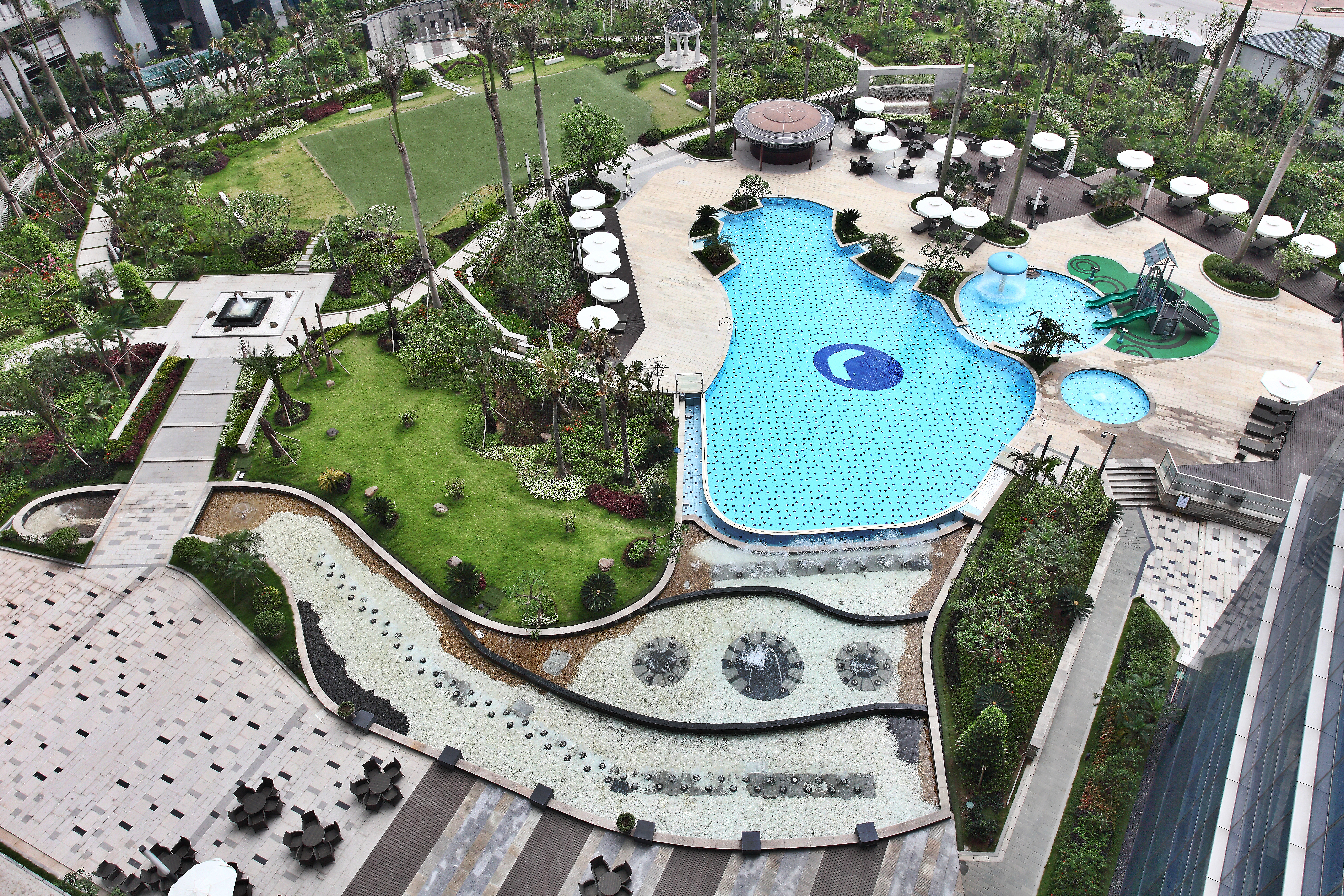
Uitzicht vanaf Landmark 72 op het zwembad